# Amphiura sarsi
Amphiura sarsi är en ormstjärneart som beskrevs av Ljungman 1872. Amphiura sarsi ingår i släktet Amphiura och familjen trådormstjärnor. Inga underarter finns listade i Catalogue of Life.